# Nova Lisboa (movimento musical)
Nova Lisboa é o nome adotado para referir-se à um grupo de artistas residentes em Lisboa que desde o início dos anos 2010 ganhou notoriedade por sua musicalidade de inspiração africana.
Entre os artistas comumente associados ao movimento é possível citar: Dino Santiago, Sara Tavares, Cachupa Psicadélica e Mayra Andrade, entre outros. 
Branko (nome artístico do artista e produtor musical português João Barbosa), chefe da Enchufada (editora discográfica independente portuguesa sediada em Lisboa) e um dos fundadores do grupo Buraka Som Sistema (fenômeno musical que mesclou kuduro com música eletrônica e se tornou conhecido internacionalmente) é um dos grandes nomes por trás da cena musical da Nova Lisboa - contribuindo para o lançamento de novos artistas. 